# Acetil hlorid
Acetil hlorid (etanoil hlorid) je acilni hlorid izveden iz sirćetne kiseline. On pripada klasi organskih jedinjenja zvanih acil halidi. On je bezbojna tečnost. Acetil hlorid se ne javlja u prirodi, jer se u dodiru sa vodom hidrolizuje u sirćetnu kiselinu i hlorovodonik. Zapravo u prisustvu vazduha formira belo sivi dim usled hidrolize sa vlagom. Dim se sastoji od kapljica hlorovodonične kiseline formirane hidrolizom.

## Sinteza
Acetil hlorid se proizvodi reakcijom hlorovodonika sa acetanhidridom:
On se takođe može sintetisati katalitičkom karbonilacijom metil hlorida.

## Literatura
- V. H. Agreda, Joseph R. Zoeller (1992). Acetic acid and its derivatives (1. изд.). CRC Press. ISBN 978-0-8247-8792-9.

## Spoljašnje veze
- Интернационална карта хемијске безбедности 0210